# Kemenes
A Kemenes férfinév a régi magyar Keminüs személynévből származhat, ami egy szláv szónak a magyar kicsinyítőképzős alakja. A szláv szó jelentse kő. Azonban valószínű, hogy a mai Kemenes nevet egy földrajzi névből újították fel. Ennek az eredete és jelentése is hasonló: köves, kavicsos.

## Gyakorisága
Az 1990-es években szórványos név, a 2000-es években nem szerepel a 100 leggyakoribb férfinév között.

## Névnapok
- augusztus 21.[2]